# Mysterion
Mysterion (grekiska μυστήριον mysterion, outsägbar hemlighet, hemlig eller hemlighetsfull kulthandling, av grekiska μύειν, muein, sluten mun eller slutna ögon. Ordet har övertagits i latin som mysterium (latin "hemlighet", "hemlig kult").
Ordet översätts ofta med ”hemlighet” och förknippas särskilt med mysteriekulter i egyptisk, judisk, persisk, grekisk och romersk tradition. Ordet mysterion används för att beteckna begreppet i denna äldre tradition samt i den tidiga kristendomen. Ordet mysterium används numera oftast ospecifikt i en betydligt vidare mening.

## Inom kristendomen
Ordet används i Nya Testamentet 27 gånger och betecknar där en fördold verklighet som är tillgänglig för vissa särskilt invigda, för andra människor bara genom exempelvis symboler eller liknelser.
Begreppet genomgår under tidig kristendom en förändring. I östkyrkan kom mysterion att beteckna en rad kyrkliga handlingar som dop, nattvard etc. I västkyrkan kom mysterion att ersättas av ordet "sakrament".
Det har ofta uppmärksammats att i Wulfilas översättning av Bibeln till gotiska omkring år 370 användes vid fyra tillfällen ordet runa eller garuni som gotisk motsvarighet till mysterion. Detta har ofta tolkats som stöd för att ordet runa ursprungligen haft en vidare betydelse än "skrivtecken". Flera forskare, bland annat Anders Bæksted har fört fram sådana tankar. Flera äldre runinskrifter och runatal i Codex Regius ger stöd för en sådan vidare tolkning av ordet runa.

## Övrigt
Ordet Mysterion har använts som titel på en dokumentärfilm från 1991 av Pirjo Honkasalo om ortodoxa nunnor i Estland.
Superhjälten Mysterion är ett alter ego till Kenny McCormick i den animerade TV-serien South Park.

## Fotnoter
1. ↑  Dieter Zeller: "Mysterien/Mysterienreligionen", i: Theologische Realenzyklopädie, Bd. 23, s. 504.
2. ↑  Hellquist, "Mystisk", i Svensk Etymologisk ordbok, 1922.
3. ↑  Blue letter Bible
4. ↑  Teknia, the Greek behind the English translations Arkiverad 21 maj 2014 hämtat från the Wayback Machine.
5. ↑  Bible Hub mustérion
6. ↑  McHugh (1913).
7. ↑  Tineke Looijenga, Texts and Contexts of the Oldest Runic Inscriptions, 2003.
8. ↑  Anders Bæksted, Målruner og troldruner: runemagiske studier, Nationalmuseets skrifter. Arkæologisk-historisk række, København: Gyldendal, 1952.
9. ↑  Mysterion, film, 1991. Arkiverad 21 februari 2014 hämtat från the Wayback Machine.